# Anomiopus chalceus
Anomiopus chalceus là một loài bọ cánh cứng trong họ Bọ hung (Scarabaeidae).